# SN 2012al
SN 2012al – supernowa typu IIn, odkryta 24 lutego 2012 roku w galaktyce A100611+4717. W momencie odkrycia, miała maksymalną jasność 18,1m.